# Edwin O’Connor
Edwin Greene O’Connor (* 29. Juli 1918 in Providence, Rhode Island; † 23. März 1968 in Boston, Massachusetts) war ein US-amerikanischer Schriftsteller, der für seinen Roman The Edge of Sadness 1962 den Pulitzer-Preis für Romane erhielt.

## Biografie
Edwin O’Connor, Sohn eines Arztes, studierte nach dem Besuch der La Salle Academy in Providence an der University of Notre Dame und schloss dieses Studium 1939 mit einem Bachelor of Arts (B.A.) ab. Während des Zweiten Weltkrieges leistete er seinen Militärdienst in der US Coast Guard. Später ließ er sich in Woonsocket nieder, arbeitete als freier Journalist und schrieb unter anderem Artikel für The Atlantic Monthly und unter dem Pseudonym „Roger Swift“ den Boston Herald. Außerdem war er Mitarbeiter mehrerer Radiosender wie WPRO Providence und WNAC Boston.
Seine schriftstellerische Laufbahn begann er in den 1950er Jahren und veröffentlichte 1951 seinen Debütroman The Oracle. Einer seiner bekanntesten Romane ist The Last Hurrah (1956), der 1958 von John Ford mit Spencer Tracy als verfilmt wurde und in deutschen Kinos unter dem Titel Das letzte Hurra aufgeführt wurde. Nach Benji: A Ferocious Fairy Tale (1957) erschien 1961 der Roman The Edge of Sadness, für den er den Pulitzer-Preis für Romane im Jahr 1962 erhielt.
Zuletzt erschienen die Romane I Was Dancing (1964) und All in the Family (1966).

## Hintergrundliteratur
- Charles F. Duffy: A Family of His Own: A Life of Edwin O’Connor, (2003)[1]